# Gouzeaucourt
Gouzeaucourt település Franciaországban, Nord megyében. Lakosainak száma 1434 fő (2022. január 1.). Gouzeaucourt Villers-Plouich, Metz-en-Couture, Villers-Guislain, Heudicourt és Gonnelieu községekkel határos.

## Népesség
A település népességének változása:
| Lakosok száma | 1552 | 1578 | 1572 | 1511 | 1477 | 1475 | 1463 | 1454 | 1434 |
|               | 2013 | 2015 | 2016 | 2017 | 2018 | 2019 | 2020 | 2021 | 2022 |